# Metachrostis vinacea
Metachrostis vinacea är en fjärilsart som beskrevs av Joannis 1931. Metachrostis vinacea ingår i släktet Metachrostis och familjen nattflyn. Inga underarter finns listade i Catalogue of Life.